# تومي وايت
تومي وايت (بالإنجليزية: Tommy White)‏ (12 نوفمبر 1881 في المملكة المتحدة - ) هو لاعب كرة قدم بريطاني (وحمل سابقاً جنسية المملكة المتحدة لبريطانيا العظمى وأيرلندا) في مركز الهجوم. لعب مع برايتون أند هوف ألبيون وستوكبورت كونتي ونادي إكزتر سيتي ونادي كارلايل يونايتد ونادي واتفورد وتشيشام يونايتد ‏ وغرايز أتلاتيك ‏.